# Sitticus nitidus
Sitticus nitidus là một loài nhện trong họ Salticidae.
Loài này thuộc chi Sitticus. Sitticus nitidus được Hsen Hsu Hu miêu tả năm 2001.